# سیگما اس‌دی۱
سیگما اس‌دی۱ (به انگلیسی: Sigma SD1) یک دوربین عکاسی ساخت شرکت سیگما است.